# Günter Böttcher
Günter Böttcher, nemški rokometaš, * 24. julij 1954, † 4. oktober 2012.
Leta 1976 je na poletnih olimpijskih igrah v Montrealu v sestavi nemške rokometne reprezentance osvojil četrto mesto. Leta 2012 je utrpel hude poškodbe v prometni nesreči, nekaj mesecev kasneje je storil samomor v rehabilitacijski kliniki v Bad Neustadtu an der Saale.